# 진주 형씨
진주 형씨(晋州邢氏)는 경상남도 진주시를 본관으로 하는 한국의 성씨이다.
시조 형옹(邢顒)은 중국 당(唐)나라 태종(太宗) 때 사람으로, 고구려 영류왕의 요청에 따라 8학사의 한 사람으로 평양성에 들어와 정착하였다. 고려 때 이부상서(吏部尙書)를 지낸 중시조 형병(邢昞)의 13세손 형방(邢昉)이 고려 명종 때 문하시중(門下侍中)을 지냈고, 15세손 형공미(邢公美)가 충렬왕 때 왜구 정벌에 공을 세워 진양군(晋陽君)에 봉해졌다.

## 역사
진주 형씨(晋州 邢氏) 시조 형옹(邢顒)은 당(唐)나라 태종(太宗) 정관 8년인 634년(고구려 영류왕 17년) 고구려 영류왕(榮留王)의 요청에 의하여 8학사(八學士)의 한 사람으로 평양에 들어와 정착하였다. 벼슬이 삼한벽상공신(三韓壁上功臣)으로 삼중대광(三重大匡)에 이르렀으며, 당(唐)나라 문화, 문학, 유교 보급에 공헌하고 관향(貫鄕)을 남양(南陽)으로 사향(賜鄕) 받아 뿌리를 내렸다.
중시조는 고려(高麗) 때 이부상서(吏部尙書)를 지낸 형병(邢昞)을 1세조로 한다. 그는 850년(발해 이진왕 21년) 출생하였다. 형웅의 13세손 형방(邢昉)이 1177년(고려 명종(明宗) 7년) 문과에 급제하여, 고려 충목왕(忠穆王) 때 문하시중(門下侍中)을 지내고, 평장사(平章事) 대광보국(大匡輔國)을 지냈으며, 경상남도 진주(晉州) 반성(斑城)에 정착(定着)하였다. 15세손 형공미(邢公美)가 충렬왕(忠烈王) 때 왜구 정벌에 공을 세우고 진양군(晋陽君)에 봉해졌다.

## 기원
형씨(邢氏)의 비조는 성왕(成王)때 즉 주공(周公)의 넷째 아들을 형후(邢候)로 봉(封)한 것이 기원이다.
형씨(邢氏)의 유래(由來)는 서주(西周: BC 1057년 ~ BC 771년) 무왕(武王)의 동생 휘(諱) 단(旦)의 건국호(建國號)는 주(周)이며, 넷째 아들인 휘(諱) 정연(靖淵)을 형후(邢侯)에 봉(封)한 것이다.
- 주공(周公)의 사적(史蹟) : 주(周) 나라는 웨이수이강(황하(黃河)로 흐르는 지류(支流))이 흐르고 있는 곳으로 당시의 수도(首都)는 시안(서주에서 당나라까지 사이의 수도였음)이고, 태공망(강태공)이 주(周)나라 초(初)의 정치가이다. 주나라의 서백이 죽은 후 큰 아들 발이 서백의 뒤를 이었으나, 주공(周公)이 건국(建國)하였다. 이리하여 제후의 영지(領地)가 결정되어,  무왕(武王)의 동생인 주공(周公)에게는 노(魯)나라가, 태공망에게는 제 나라가 주어졌다. 이것이 주(周)나라의 봉건제도의 시작이다.(수도는 호경) 무왕(武王)이 죽은 뒤 그의 아들이 왕위(王位)에 올라 성왕(成王)이 되니 주공(周公)이 어린 성왕(成王)을 도와 정치(政治)를 하였다. 그리고 성왕(成王)과 주공(周公)에 의해 봉건제도(封建制度)가 정비(整備)되어 주왕조(周王朝) 300년의 기초(基礎)가 다져졌다. 주공(周公)은 주(周)나라의 정치가로서 후세(後世) 사람들에게 성인(聖人)으로 불리었으며, 공자(孔子)도 이상의 정치가로 존경하였다. 공자(孔子)는 춘추시대(春秋時代:B.C 562~479년) 때이고 노(魯)나라에서 태어났으며, 유교(儒敎)를 창시(創始)하였다.

## 분파
- 판사공파 파조(判事公波祖) : 18세손 형군소(君紹)가 20세에 문과(文科)에 급제하여 평양윤(平壤尹)을 거쳐 춘천(春川), 회양(淮陽), 강릉(江陵)등 삼도(三道)의 순찰사(巡察使)를 지낸 후 이부상서(吏部尙書), 정당문학(政堂文學) 등을 지냈으며, 문장(文章)이 뛰어나 동문선(東文選)에 '부벽루운'(浮碧樓韻)이 전한다.

- 병사공파 파조(兵使公波祖) : 18세손 형군철(君哲)은 조선 세종(世宗) 때 무과(武科)에 급제하여 선전관(宣傳官), 강계부사(江界府使) 등을 지내고 충청도 병마사(兵馬使)를 지냈고 전라남도 남평(南平)에서 살았다.
  - 장흥 형씨(長興 邢氏) : 19세손 형희(形希)

## 인물
- 형적(邢積, 875년 ~ 928년) : 2세손. 고려 신호위상호군(神護衛上將軍). 928년(고려 태조 11년) 임존성(任存城 : 지금의 충청남도 예산군 대흥면) 전투에서 전사하였다.[1]

- 형순(邢順, 895년 ~ ?) : 3세손. 예빈경으로 신라 경순왕(敬順王)이 나라를 고려에 넘겨주던 935년 후당(後唐)에 사신으로 파견되어 이 같은 사실을 알렸다.[2] 석경당이 후당을 무너뜨리고, 후진(後晋)을 세우자 937년(고려 태조 20년) 5월 왕규와 함께 황제의 등극을 축하하는 사절로 다녀왔다.[3] 그는 왕건 밑에서 문장과 지모를 발휘하여 밀직사(密直史)에 추봉됐다.

- 형사보(邢士保) : 조선 전기의 문신. 자는 중우(仲愚), 호는 지지당(止止堂)이고, 거창(居昌) 출신이다. 부친은 형건(邢健), 형은 형사철(邢士哲)이다. 1510년(중종 5) 경오 식년시에서 생원에 합격되었고, 1522년(중종 17) 임오 식년시 문과에 급제하였다. 중종 조에 현량(賢良)으로 천거되었지만, 나아가지 않았다. 1533년(중종 28) 경상도도사(慶尙道都事)를 지냈으나, 대간들의 논박으로 체직되었다. 1534년 합천군수(陜川郡守)에 제수되었으며, 곤양군수(昆陽郡守)를 역임했다.

- 형효갑(邢孝甲, 1571년 ~ ?) : 조선 중기의 문신. 자는 성숙(誠叔)이다. 부친은 조산대부(朝散大夫) 군자감첨정(軍資監僉正)을 지낸 형탁(邢鐸)이다. 1610년(광해군 2) 식년시 생원 3등 46위로 입격하였고, 1616년(광해군 8) 별시에 46세의 나이로 응시하여 병과 15위로 문과 급제하였다. 박건갑(朴乾甲)‧유경갑(劉慶甲)과 합께 ‘대북3갑(大北三甲)’으로 불리면서 광해군 조에 활동했는데 모후(母后)를 폐위하도록 하는 등의 글을 올리기도 하였다. 1616년(광해군 8)에 광해군은 그가 미리 글을 지어 와서 별시 과거에서 부정을 저질렀고, 또한 글의 내용에 임금을 비방한 내용이 있다고 판단하여 형효갑(邢孝甲)이 올린 대책문이 질문에 맞지 않는다며 그의 글을 과방에서 빼라고 명하였다. 이때 승정원‧사헌부‧사간원에서 그를 옹호하였으나, 임금이 재차 급제자 명단에서 그를 뺄 것을 명했다. 이와 관련하여 원이곤(元以坤)은 과거가 공정하지 않고 대간이 당파를 두둔한다는 내용의 상소를 올리기도 하여 논란이 되었다. 1623년(인조 1) 인조반정 이후 유배를 당했다.

- 형의빈(邢義賓, 1684년 ~1722년) : 조선 중기 무신. 본관은 장흥(長興)이고, 거주지는 경기도 수원(水原)이다. 1694년(숙종 20) 알성시에 병과 2위로 무과 급제하였다. 1721년(경종 1) 김운택(金雲澤)‧김민택(金民澤)‧김조택(金祖澤)‧이기지(李器之)‧이천기(李天紀)‧윤휴경(尹休耕) 등과 함께 희빈장씨(禧嬪張氏)의 소생인 세자를 오해하였다는 혐의를 입은 김춘택(金春澤)의 일과 연루하여 먼 변경으로 정배(定配)하라는 상소가 있었으나 임금이 허락하지 않았다. 1722년(경종 2)에는 역모에 동참하여 환국(換局)을 도모하였다는 죄에 연루되어, 이언지(李彦之)와 함께 체포되었다. 옥중에서 일곱 차례 형문(刑問)을 받았지만 끝내 죄를 인정하는 말을 하지 않았고, 경폐(徑斃)하였다. 향년 54세의 일기로 세상을 떠났다.

## 과거 급제자
진주 형씨(晋州 邢氏)는 조선시대 문과 급제자 2명, 생원시 5명을 배출하였고, 장흥 형씨(長興 邢氏)는 무과 급제자 7명을 배출하였다.
문과
형사보(邢士保) 형효갑(邢孝甲)
무과
형계운(邢繼雲) 형상주(邢相周) 형시정(邢時梃) 형여신(邢汝藎) 형의빈(邢義賓)
형익빈(邢翊賓) 형심(邢鐔)
생원시
형기(邢璣) 형사보(邢士保) 형사철(邢士哲) 형우맹(邢友孟) 형효갑(邢孝甲)
율과
형사효(邢嗣孝)

## 인구
- 1985년 진주 형씨(1,226가구, 5,145명) + 장흥 형씨(16가구, 69명) = 5,214명
- 2000년 진주 형씨(1,820가구, 5,822명) + 장흥 형씨(146가구, 455명) = 6,277명